# 枕草子絵詞

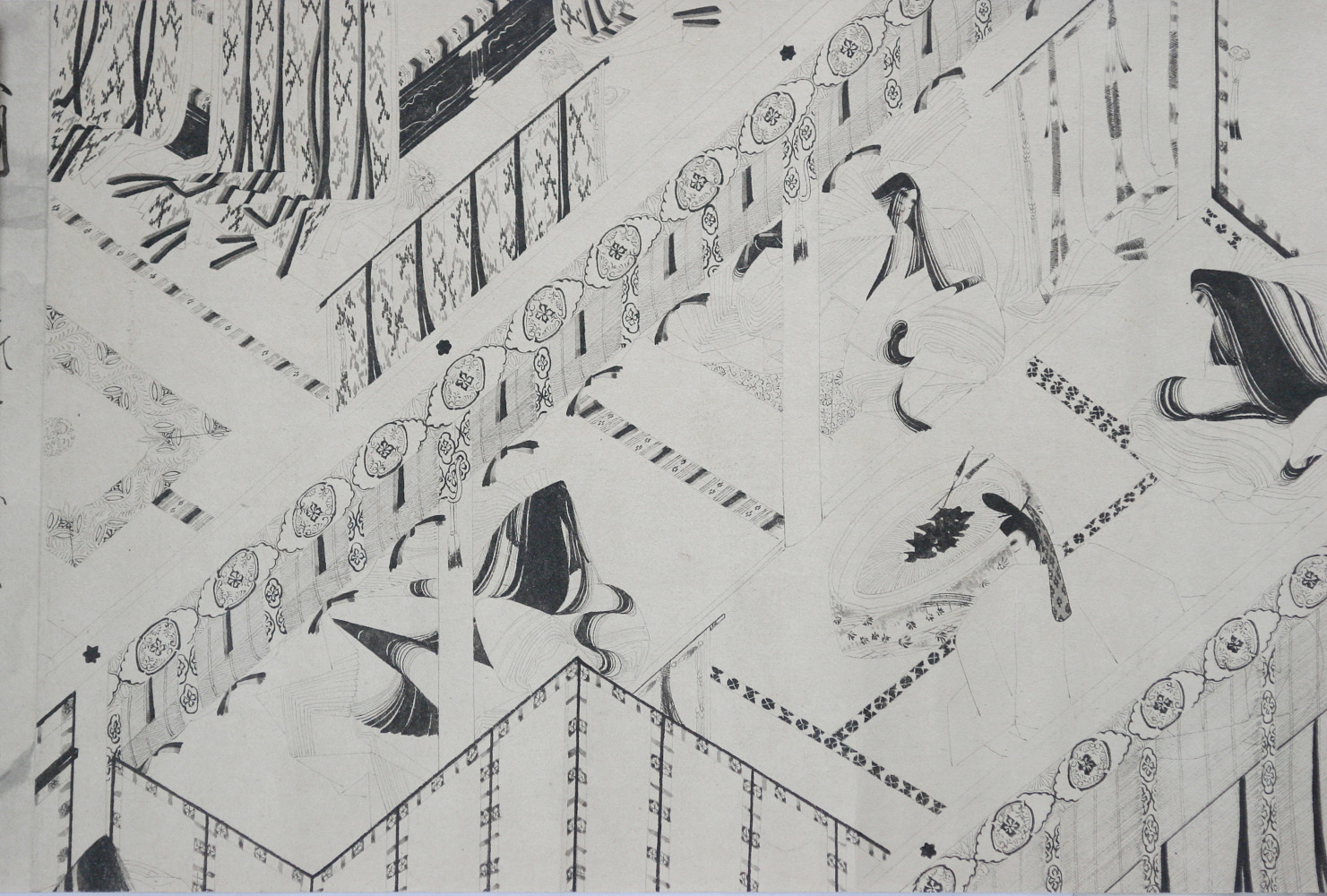
「淑景舎、春宮に参り給ふほどのことなど」の段（第100段）。淑景舎（しげいしゃ）は、ここでは中宮定子の妹で、東宮（のちの三条天皇）妃となった藤原原子を指す。画面は原子が中宮を訪ねた場面で、奥に座すのが原子、火桶を挟んで手前は関白藤原道隆（定子・原子の父）、左の女性（後姿）は道隆の北の方・貴子、右の女性（後姿）は中宮定子。

枕草子絵詞（まくらのそうしえことば）とは、『枕草子』を絵画化した絵巻物。個人蔵、重要文化財。枕草子絵巻（まくらのそうしえまき）ともいう。

## 解説
鎌倉末期、14世紀の初頭に成立。現存は一巻、詞・絵各七段のみで、いずれも日記章段の場面が描かれている。『看聞御記』永享10年12月3日（1438年12月19日）の条には「清少納言枕草子絵二巻」とあり、現存本はその残闕といわれる。伏見宮貞成親王（後崇光院）が『看聞御記』にこの「枕草子絵」の事を記した当時、枕草子絵詞は足利将軍家の所有となっており、貞成親王は将軍家からそれを拝借している。また三条西実隆の日記にも、文明15年（1483年）9月、後土御門院に命ぜられて枕草子絵詞を読進したとある。その後、大半が欠失してしまい、近世になって現在の形で大名の浅野家（維新後侯爵）に伝わった。
詞書に藍色の雲形文様を四隅に漉き込んだ料紙を使い、金銀泥で下絵を施してある。本文は三巻本系統、書風は伏見院流の二人の男性の筆と見られ、後光厳院をその一人に当てる説もある。絵の方は女筆であり、伏見院皇女進子内親王の説もあるが不詳。ほぼ単色の墨絵で、僅かに唇に朱色を点した。人物の輪郭には細い墨の線を、髪や調度品には濃い焦墨を使いわけ、吹抜屋台・引目鉤鼻の技法を用いた。構図は精巧にして無機的で、白描大和絵の典型とされる。

## 現存する章段
※章段の順序は流布本（三巻本）による。
- 第83段「職の御曹司におはしますころ、西の廂に」（二場面）
- 第89段「無名といふ琵琶の御琴」
- 第100段「淑景舎、春宮にまゐり給ふ」
- 第123段「八幡の行幸」
- 第130段「故殿の御ために」
- 第132段「五月ばかりに、月もなくいとくらき夜」

## ギャラリー

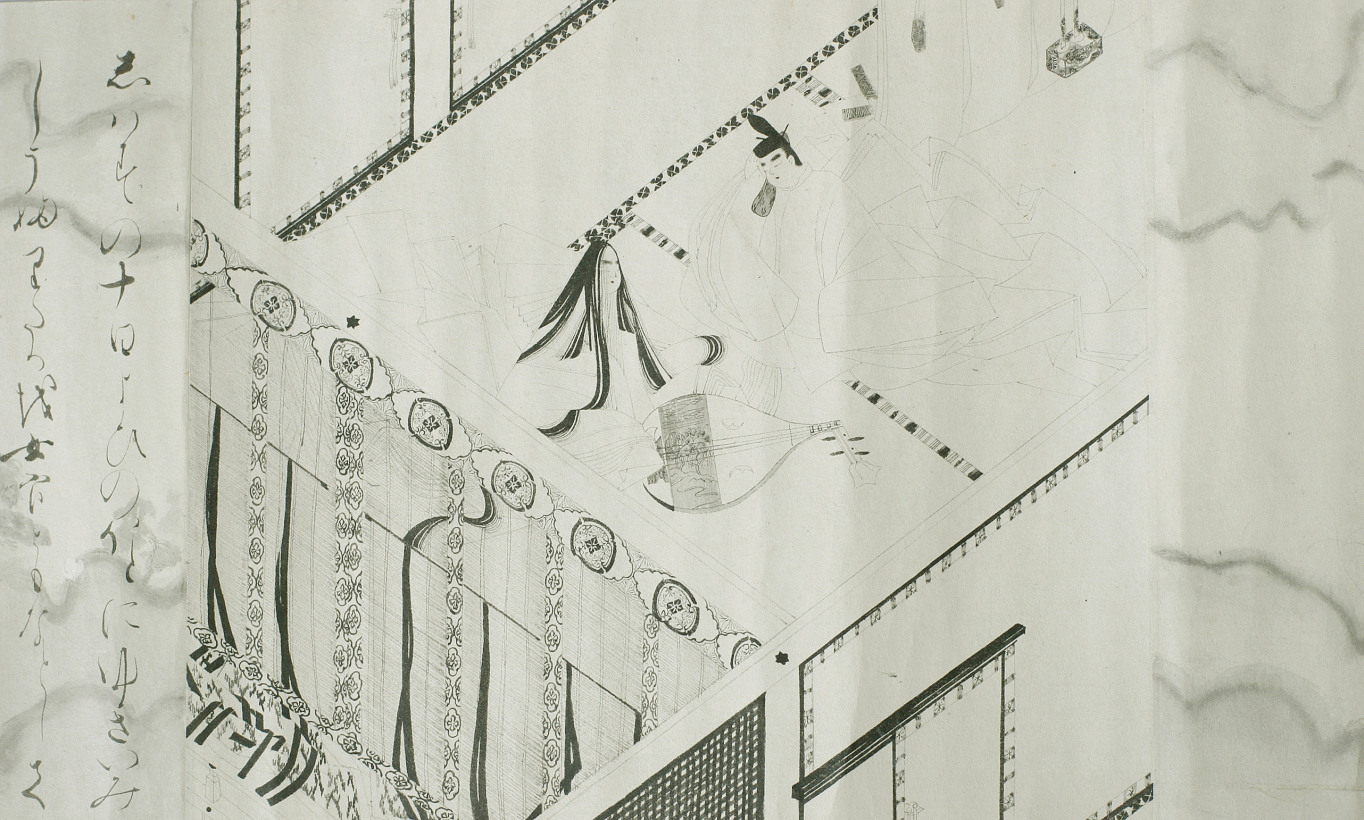
「無名といふ琵琶の御琴を」の段（第89段）。帝が定子のところへ琵琶を持ってきた場面。
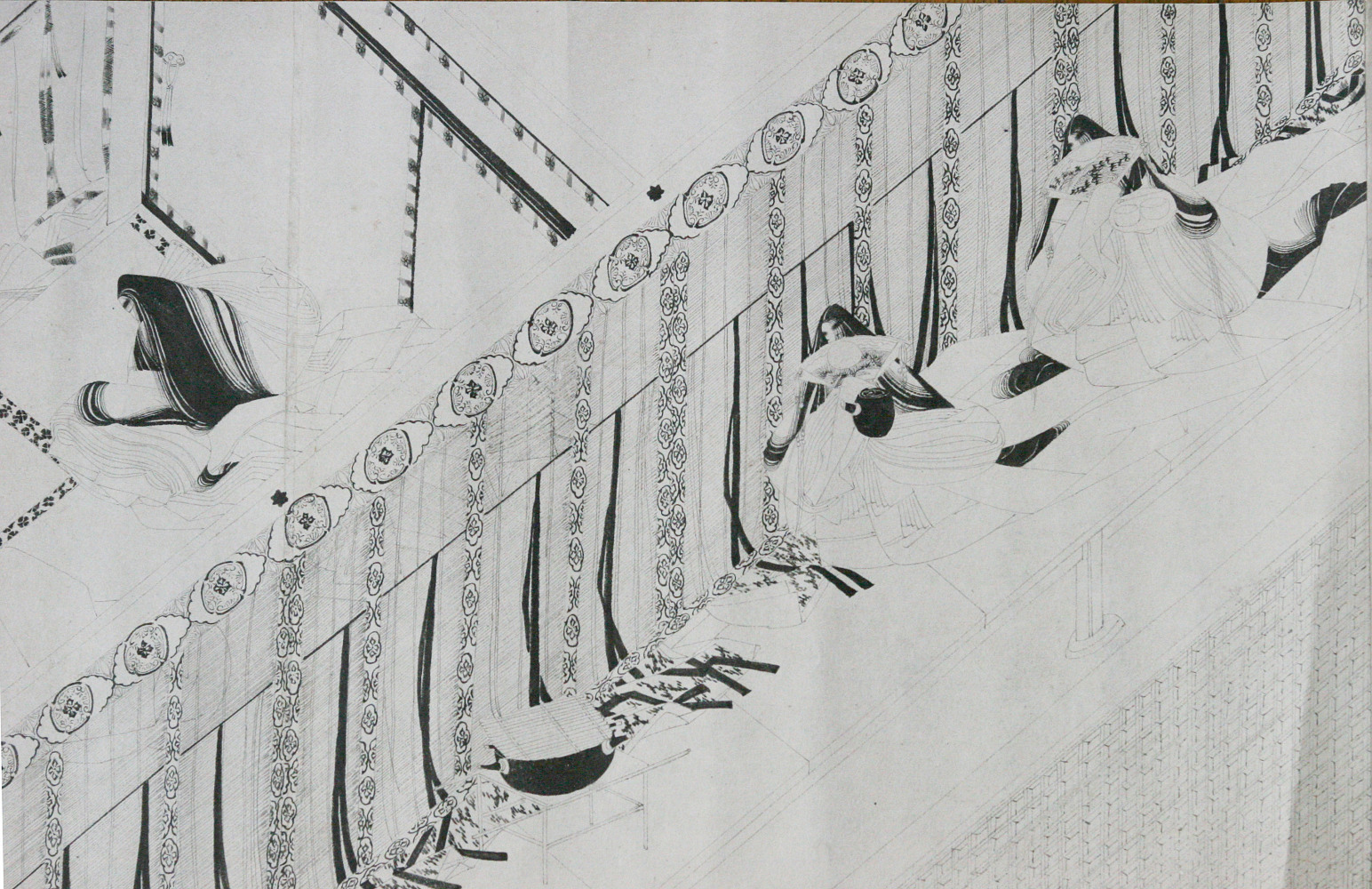
「淑景舎、春宮に参り給ふほどのことなど」の段（第100段）。登華殿東廂の廊。
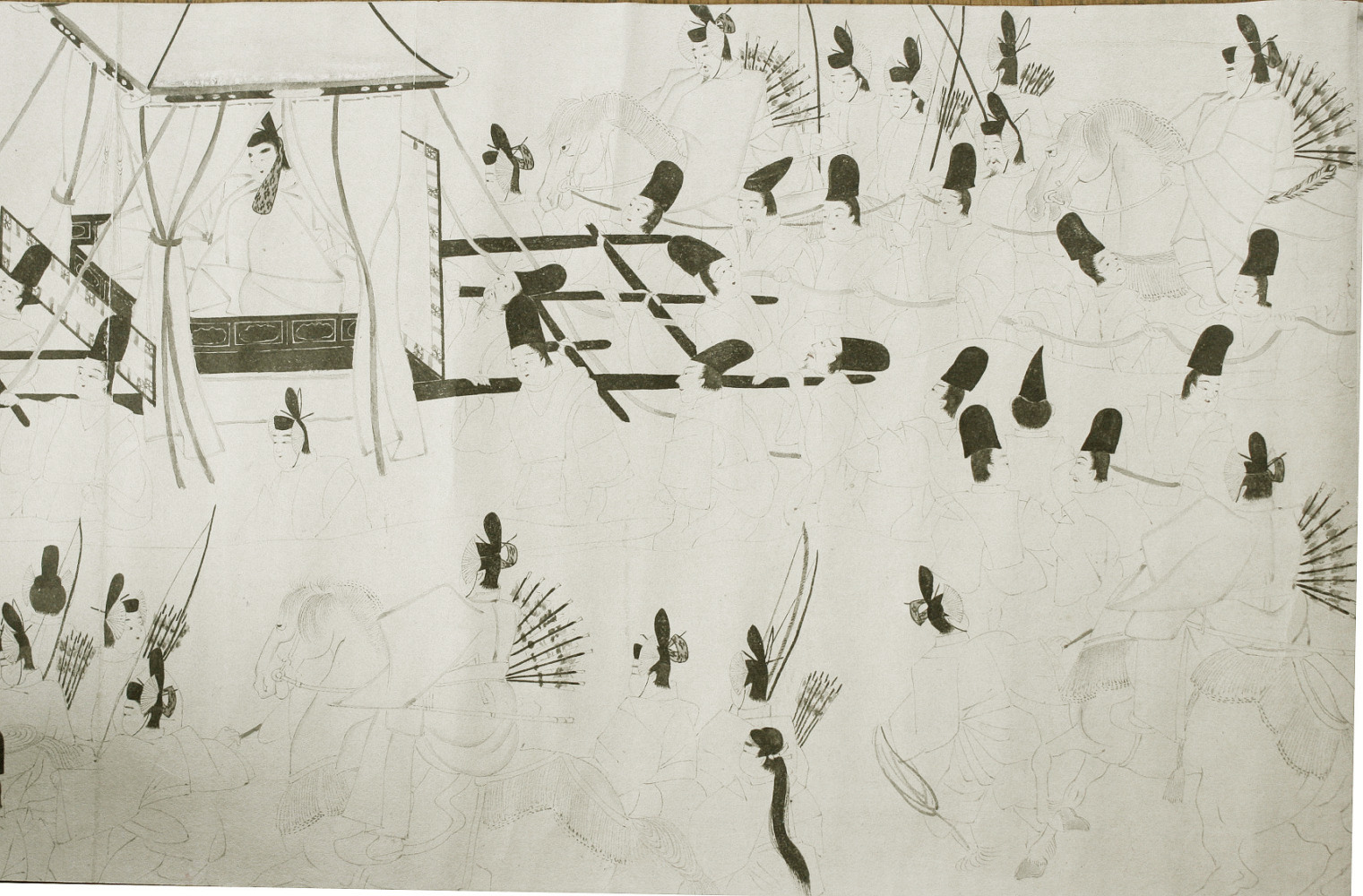
一条帝の八幡（石清水）行幸の場面（第123段）。画面は葱華輦（そうかれん）に乗って還幸する一条帝を描く。